# Scott Hogan
Scott Andrew Hogan (Irlam, 13 aprile 1992) è un calciatore irlandese con cittadinanza britannica, attaccante del 
MK Dons.

## Carriera

### Club
Nella stagione 2009-2010 è stato aggregato alla prima squadra del Rochdale, nella quarta divisione inglese, senza però riuscire ad esordire; a fine stagione il club non gli ha rinnovato il contratto e così, da svincolato, è andato a giocare allo Stockport Sports, club di Northern Premier League First Division North (ottava divisione). Dopo aver segnato 21 reti in 27 partite di campionato è passato all'Halifax Town, in settima divisione, dove vince il campionato facendo da riserva a Jamie Vardy e Lee Gregory (considerando lo stesso Hogan, tutti e tre sono poi riusciti nel prosieguo della loro carriera a giocare come minimo in seconda divisione).
Nell'agosto del 2011 viene ceduto in prestito al Mossley, in ottava divisione; dopo una rete in 4 presenze torna all'Halifax Town, con cui gioca una partita in sesta divisione (dopo le 14 partite senza reti in settima divisione nella stagione precedente) per poi nel dicembre del 2011 dopo complessive 4 reti in 22 presenze tra tutte le competizioni ufficiali lasciare l'Halifax Town e passare allo Stocksbridge PS, club di settima divisione da cui nel 2010 Vardy si era trasferito proprio all'Halifax Town. Nell'ottobre del 2012, dopo 7 reti in 16 presenze, si trasferisce all'Ashton Utd, altro club della medesima categoria, che lascia il 9 marzo 2013 dopo un gol in 8 presenze per andare a giocare in quinta divisione all'Hyde, con cui conclude la stagione 2012-2013 segnando 3 reti in 11 partite di campionato.
Nell'estate del 2013, rimasto nuovamente svincolato, torna a sorpresa al Rochdale, in quarta divisione, firmando un contratto biennale; nel corso della stagione 2013-2014 segna in totale 19 reti in 40 partite ufficiali con i nerazzurri, tra le quali 17 reti in 33 partite di campionato. A seguito delle buone prestazioni con il Rochdale nel 2014 viene acquistato dal Brentford, club di seconda divisione. Nella stagione 2014-2015 anche a causa di un grave infortunio (si rompe infatti il legamento crociato di un ginocchio, restando lontano dal campo per ben nove mesi considerando anche un secondo infortunio al medesimo ginocchio nell'aprile del 2015 mentre stava per rientrare dal primo infortunio) gioca solamente una partita di campionato ed una partita in Coppa di Lega. Nella stagione 2015-2016, una volta rientrato dall'infortunio, segna 7 reti in altrettante partite di campionato. L'anno seguente va invece in rete 14 volte in 25 presenze, per poi essere ceduto a stagione in corso all'Aston Villa, sempre in seconda divisione, dove termina la stagione con un gol in ulteriori 13 presenze. Tra il 2017 ed il 2019 segna invece in totale 6 reti in 43 presenze (44 se si comprendono anche i play-off) in seconda divisione sempre con l'Aston Villa, per poi nel gennaio del 2020 dopo un breve prestito allo Sheffield Utd (8 presenze e 2 reti in seconda divisione) ed un altro periodo in prestito allo Stoke City (13 presenze e 3 reti in seconda divisione) trasferirsi al Birmingham City, altro club di seconda divisione.

### Nazionale
Nel 2014 durante la sua militanza nel Brentford ha ricevuto una convocazione per la nazionale irlandese Under-21, non rispondendo però alla convocazione stessa (Hogan infatti era eleggibile per la nazionale irlandese in quanto due dei suoi nonni erano di tale nazionalità, ma anche per quella inglese essendo nato appunto in Inghilterra ed avendo due nonni inglesi). Successivamente nel 2017 durante la sua militanza all'Aston Villa è invece stato convocato per la nazionale maggiore irlandese, questa volta accettando la convocazione; ha poi giocato la sua prima partita nella nazionale irlandese nel 2018.

## Palmarès

### Club
- Northern Premier League: 1

Halifax Town: 2010-2011